# Latil M7 T1
Il Latil M7 T1 era un trattore d'artiglieria leggero a trazione integrale 4×4 francese, utilizzato durante la seconda guerra mondiale.

## Storia
Il prototipo del M7 T1 venne presentato all'Armée de terre a Vincennes alla fine del 1938. Comparato al concorrente Laffly V15T, risultò più comodo e performante, più parco di consumi ma meno robusto. Venne valutato anche l'acquisto degli italiani SPA CL39 e Fiat-SPA TL37. L'interesse della fanteria si concretizzò con un ordine per 175 esemplari di M7 T1 il 3 febbraio 1939, destinati a 7 compagnie divisionali anticarro delle divisioni di fanteria motorizzata come trattore leggero per il cannone Hotchkiss 25 mm Mle. 1934 (Tracteur léger d'infanterie pour 25 AC). Parallelamente il genio militare ordinò 310 esemplari in allestimento posafilo telefonico (Déroulese téléphonique). L'arma di cavalleria, benché avesse appena adottato il Laffly V15R, alla fine del 1939 valutò la versione da ricognizione (Voiture de liaison tout terrain o VLTT), decretando al superiorità della vettura Latil in velocità, ammortizzatori e manovrabilità e approvandone la produzione in serie.
L'Armée de l'air richiese 80 esemplari in versione giardinetta (Break d'aviation)
Con l'entrata in guerra della Francia, gli ordinativi per la versione trattore vennero portati a 400 esemplari, più 2.500 in opzione. La priorità venne assegnata a questa versione, cosicché l'aeronautica dovette aspettare il secondo semestre del 1940, mentre la versione da ricognizione rimase allo stadio di prototipo. Della versione posafili del genio al momento dell'armistizio erano stati completati solo 46 esemplari. I primi 10 esemplari di pre-serie vennero consegnati a settembre 1939, seguiti a marzo 1940 dai primi esemplari di serie. La produzione venne notevolmente rallentata dalla carenza di manodopera e di acciaio dovute alla mobilitazione e si attestò, con la resa della Francia, su circa 170 mezzi.
Dopo l'armistizio il mezzo venne utilizzato dalla Wehrmacht come preda bellica. Alcuni esemplari vennero trasformati con l'aggiunta di un pianale di carico posteriore e vennero utilizzati per il traino di rimorchi del genio Pionierfahrzeug 10 (Pf. 10) per materiali dei pontieri.

## Tecnica
Il telaio M7 T1, pesante completo di carrozzeria 2.450 kg, era lungo 4,10 m, con una larghezza di 1,80 m, una carreggiata di 1,45 m e un interasse di 2,70 m. Le 4 ruote erano tutte motrici, dotate di pneumatici 230×18; le anteriori erano sterzanti e consentivano un raggio di sterzata di 11 m. Gli assi erano ammortizzati su molle elicoidali. Il propulsore azionava un cambio a 4 marce avanti ed una indietro, raddoppiate a 8+2 dal demoltiplicatore; la frizione era monodisco a secco. Oltre all'attacco per il rimorchio posteriore, erano presenti due ganci anteriori e due posteriori. Il mezzo era dotato di verricello da 1,5 t.
La versione trattore aveva una cabina aperta a cinque posti fronte-marcia, con telonatura amovibile e portiere di tela. Il personale sedeva su tre posti anteriori: tre anteriori, con il centrale ruotato leggermente verso sinistra per non intralciare le leve di cambio e riduttore, e due posti su panca posteriore.
La versione da ricognizione, a 4 posti, differiva dalla precedente nella meccanica per i diversi rapporti di velocità e l'assenza di verricello. Dal punto di vista dell'allestimento era dotata di portiere rigide invece che in tela, mentre internamente il posto del passeggero anteriore era ruotato contromarcia verso i sedili posteriori e un piano di lavoro amovibile. Un grande cofano posteriore consentiva il trasporto di materiale di trasmissione.
La versione posafilo telefonico si presentava come una piccola camionetta tattica con cassone posteriore telonato, nel quale era posizionato un apparecchio posafili Type S.
La versione dell'aviazione, destinata alla ricognizione, era allestita a giardinetta con carrozzeria in legno.

## Varianti e utilizzatori
Armée de terre
- Tracteur léger d'infanterie pour 25 AC: trattore leggero per cannone anticarro da 25 mm.
- Dérouleuse téléphonique: posafili per genio trasmissioni.
- Voiture de liaison tout terrain: versione da ricognizione, rimasta allo stato di prototipo.

 Armée de l'air
- Break d'aviation: allestimento giardinetta.

 Wehrmacht
- esemplari di preda bellica francese[1].